# Аллувьони-Пьовера
Аллувьони-Пьовера (итал. Alluvioni Piovera) — коммуна в провинции Алессандрия в регионе Пьемонт на севере Италии. 

## География
Аллувьони-Пьовера граничит с коммунами Бассиньяна, Изола-Сант-Антонио, Монтекастелло, Сале и Ривароне.
Сама коммуна делится на фракции Аллувьони-Камбио и Пьовера.

## История
29 октября 2017 года был проведён референдум по поводу образования новой коммуны в результате соединения коммун Аллувьони-Камбио и Пьовера. Большинство проголосовало за слияние.
Коммуна образована 1 января 2018 года.